# West Bromwich
West Bromwich (ut. /wɛst ˈbrɒmɪtʃ/) är en stad i distriktet Sandwell, i grevskapet West Midlands, i England. Staden har 77 997 invånare (2017). Den omnämns som Bromwic i Doomsday Book år 1066.
Staden är också känd för fotbollslaget West Bromwich Albion som spelat i staden sedan laget skapades 1879.